# 原田佑実
原田 佑実（はらだ ゆみ、1987年8月6日 - ）は、愛知県出身の競艇選手。

## 来歴
やまと競艇学校時代、リーグ戦勝率4.33（準優出2回、優出2回）の成績であった。

2005年11月22日、常滑競艇場1Rでデビュー（結果は失格）。

2006年7月31日、唐津競艇場にてデビューから92走目で初勝利を達成。
2014年8月24日、びわこ競艇場におけるヴィーナスシリーズ第7戦の準優勝戦第12Rにおいて、平高奈菜・三浦永理・鎌倉涼らの強豪に競り勝って2着に食い込み、初優出。
そして2016年11月20日、桐生競艇場において開催された第49回サンケイスポーツ杯・男女W優勝戦において、インからコンマ06のスタートを決めて一気に逃げを決め、念願の初優勝を果たしている（優出は7回目）。